# نادي أندريا دوريا الرياضي
نادي أندريا دوريا الرياضي (بالإيطالية: Società Ginnastica Andrea Doria)‏ هو نادي رياضي تاريخي سابق تأسس في قاعة بالمدرسة السويسرية في جنوة في 5 سبتمبر 1895 من قبل بعض الرياضيين الذين هربوا من نادي ليغوريا لأسباب مختلفة. سمي على اسم الأميرال أندريا دوريا، وكان مخصصًا في الأصل لمسابقات الجمباز فقط، ولكن سرعان ما بدأ الرياضيون في تجربة أيديهم في مباريات كرة القدم المرتجلة. في عام 1969 حصل على النجمة الذهبية CONI للاستحقاق الرياضي.
أصبح النادي متعدد الرياضات نشطًا الآن مع أقسام السباحة وكرة الماء والجمباز وفنون الدفاع عن النفس (الجودو والكاراتيه والكيندو ) والتنس والسافات، ولكنه معروف قبل كل شيء بالاندماج الذي حدث في 12 أغسطس 1946، مع نادي سامبيردارينيزي لتأسيس نادي سامبدوريا.

## قسم كرة القدم
شارك قسم كرة القدم تحت اسم "'جمعية أندريا دوريا للجمباز"'  أو اتحاد أندريا دوريا لكرة القدم التي تأسست في عام 1900، وبعد عمليات حل وإعادة تشكيل مختلفة، انقرضت نهائيًا في عام 1946 بعد الاندماج الذي حدث في 12 أغسطس 1946 مع قسم كرة القدم في نادي سامبيردارينيزي لتشكيل سامبدوريا . 
طوال تاريخها فازت بأربع بطولات FGNI في 1902  ، 1910 ، 1912 و 1913 . على المستوى الإقليمي فاز بالفئة الأولى ليغوريا 1920-1921 . في عام 1904 حصل على بطولة الكرة الفضية لهنري دابلز .
1. ↑  Titolo ex aequo con il Milan Football & Cricket Club.